# Snowball Earth
Snowball Earth (スノウボールアース Sunoubōru Āsu?) es una serie de manga japonesa escrito e ilustrado por Yuhiro Tsujitsugu. Se publica en la revista de manga seinen Monthly Big Comic Spirits de Shōgakukan desde enero de 2021. Una adaptación a serie de televisión de anime producida por Studio Kai se estrenará en 2026.

## Contenido de la obra

### Manga
Snowball Earth es escrito e ilustrado por Yuhiro Tsujitsugu. Comenzó su serialización por entregas en la revista de manga seinen Monthly Big Comic Spirits de Shōgakukan desde el 27 de enero de 2021. Shogakukan ha recopilado sus capítulos en volúmenes tankōbon individuales. El primer volumen se publicó el 30 de enero de 2021. Hasta el 30 de julio de 2025, se habían publicado nueve volúmenes.
| Volúmenes de manga publicados | Volúmenes de manga publicados | Volúmenes de manga publicados |
| Número                        | Fecha de lanzamiento          | ISBN                          |
| ----------------------------- | ----------------------------- | ----------------------------- |
| 1                             | 30 de julio de 2021           | ISBN 978-4-09-861107-2        |
| 2                             | 30 de noviembre de 2021       | ISBN 978-4-09-861187-4        |
| 3                             | 30 de marzo de 2022           | ISBN 978-4-09-861263-5        |
| 4                             | 30 de agosto de 2022          | ISBN 978-4-09-8613960         |
| 5                             | 28 de febrero de 2023         | ISBN 978-4-09-861589-6        |
| 6                             | 30 de octubre de 2023         | ISBN 978-4-09-862646-5        |
| 7                             | 30 de abril de 2024           | ISBN 978-4-09-862763-9        |
| 8                             | 28 de noviembre de 2024       | ISBN 978-4-09-863105-6        |
| 9                             | 30 de julio de 2025           | ISBN 978-4-09-863518-4        |

### Anime
El 17 de julio de 2025 se anunció una adaptación televisiva de la serie de anime. La serie será producida por Studio Kai y dirigida por Munehisa Sakai, con Takeshi Iwata como asistente de dirección, Shigeru Murakoshi a cargo de la composición de la serie y Toshiya Kono como diseñador de personajes y director de animación principal. Su estreno está previsto para 2026 en Nippon TV.